# Fronte Popolare per la Liberazione della Palestina - Comando Generale
Il Fronte Popolare per la Liberazione della Palestina - Comando Generale (FPLP-CG; a volte è utilizzato anche l'acronimo inglese PFLP-GC, in arabo الجبهة الشعبية لتحرير فلسطين - القيادة العامة‎?, al-jabha al-shaʿbiyya li-tahrīr Filasṭīn - al-Qiyāda al-ʿĀmma) è una formazione politica e militare palestinese di ispirazione nazionalista. Sostenuta da Siria ed Iran, è considerata un'organizzazione terroristica dagli Stati Uniti d'America, dall'Unione europea e dal Canada.

## Storia
Il Fronte Popolare per la Liberazione della Palestina - Comando Generale (FPLP-CG) fu fondato, da una frattura originatasi all'interno del Fronte Popolare per la Liberazione della Palestina (FPLP), da Ahmed Jibril, con il sostegno di Damasco nel 1968. Jibril, che tutt'oggi ricopre il ruolo di segretario generale dell'organizzazione, era stato in precedenza un ufficiale dell'esercito siriano. Rimarcando al FPLP di aver sprecato troppo tempo ed enormi risorse nella riflessione politica sul marxismo, il FPLP-CG dichiarò subito che il suo obbiettivo primario sarebbe stata l'azione militare, e non il dibattito ideologico.
Sebbene il gruppo facesse inizialmente parte dell'Organizzazione per la Liberazione della Palestina (OLP), fu sempre su posizioni opposte a quelle di Yasser Arafat, avversando qualunque ipotesi di accordo politico con Israele. Nel 1974 il Fronte uscì dall'OLP, entrando a far parte del fronte del rifiuto dell'OLP, come protesta per il varo da parte del Consiglio nazionale palestinese del programma dei 10 punti. Tale gruppo rifiutava qualsiasi ipotesi di accomodamento con Israele, al di fuori di una vittoria di tipo militare. Diversamente dalla maggior parte delle organizzazioni palestinesi che costituivano il "Fronte del rifiuto", il FPLP-CG non riassunse mai il suo ruolo all'interno dell'OLP, né i suoi rappresentanti presero parte in seguito agli accordi di Oslo.

## Relazioni con l'OLP
Il FPLP-CG è ritenuto essere legato a doppio filo con la Siria, ed in effetti assunse un ruolo di fiancheggiamento delle forze siriane in Libano, sia durante la guerra civile libanese del 1975-1990, sia durante gli anni di occupazione del paese da parte di Damasco. Nel 1976, dopo il supporto fornito dal FPLP-CG ad un attacco siriano contro l'OLP, una fazione contraria alle decisioni di Jibril lasciò l'organizzazione, per creare il Fronte per la Liberazione della Palestina (FLP).

## Il FPLP in Libano
Il gruppo ha un'influenza limitata nella politica palestinese, ma gode di un certo seguito all'interno dei campi profughi in Siria ed in Libano. Il suo ruolo nel "Paese dei cedri", dopo il ritiro siriano del 2005, è a tutt'oggi incerto, mentre numerosi sono stati gli scontri armati che lo hanno visto contrapposto alle forze di sicurezza di Beirut. Nel tardo ottobre 2005 l'esercito libanese assediò i campi del FPLP-CG, dopo che le autorità governative avevano accertato che l'organizzazione stava contrabbandando armi siriane attraverso i confini. Il Fronte è stato in seguito duramente criticato all'interno del paese, con l'accusa di fomentare l'odio interetnico per conto della Siria.

## Azioni militari
Negli anni 1970 ed anni 1980 il gruppo portò a termine numerosi attacchi armati contro obbiettivi civili e militari israeliani, raggiungendo una notevole notorietà anche grazie all'adozione di tecniche spettacolari. Durante la "Notte dei deltaplani", un miliziano atterrò con un deltaplano a motore (presumibilmente fornito dalla Libia), vicino ad un campo dell'esercito israeliano presso Kiryat Shmona la notte del 25 novembre 1987, riuscendo ad uccidere sei soldati ed a ferirne numerosi altri, prima di venire anch'egli colpito a morte. Secondo molti, tale azione fece da catalizzatore per lo scoppio della Prima Intifada.

Dai primi anni 1990 il FPLP-CG non fu più coinvolto in grossi attacchi contro obbiettivi israeliani, ma si ritiene che abbia partecipato alle azioni di guerriglia condotte da Hezbollah nel sud del Libano.

## Differenze con le altre organizzazioni
Jibril si unì nel 1967 a George Habash su un piano all'incirca paritario, per quanto riguarda il ruolo di leadership all'interno del FPLP. Quando nell'anno seguente abbandonò l'organizzazione, a causa della mancanza di iniziative concrete, gli fu piuttosto facile radunare a sé un consistente seguito di fedelissimi. Il pretesto per tale atto gli fu involontariamente fornito da uno dei suoi principali avversari all'interno del fronte, Nayef Hawatmeh, il quale stava cercando di far assumere al FPLP una deriva il più ideologico possibile, proprio mentre Jibril incolpava Habash per la dipendenza del Fronte dalla discussione teorica, a tutto discapito della lotta armata.
Per evitare che, sotto l'influenza di Hawatmeh, l'organizzazione si riducesse ad un gruppo di intellettuali impotenti, Jibril creò il Comando Generale, sostenendo che Habash era divenuto un burattino nelle mani dei "professori dell'esilio", ossia quell'élite ricca e ben istruita di intellettuali che predicavano la rivoluzione di classe all'interno dei campi profughi.
Ovviamente, fin dal suo esordio, l'operato del FPLP-CG fu molto più incentrato sui mezzi, piuttosto che sui fini, non fondandosi su una precisa piattaforma politica, e reclutando in prevalenza giovani, profughi, poveri, illetterati ed esasperati. Piuttosto che leggere ed esaltare l'operato altrui, come facevano le élite palestinesi all'interno delle università europee, il Comando Generale prometteva "una pistola in ogni mano", nonché gli strumenti per scrivere autonomamente "la propria storia". Per garantire la fedeltà e la professionalità delle reclute, venne usata una disciplina ferrea, a tal punto che per decenni i guerriglieri del Comando generale vennero considerati i meglio preparati di tutti i gruppi della resistenza palestinese.
Un ulteriore elemento del successo del Fronte di Jibril, fu l'uscita nel 1969 di Hawatmeh dal FPLP, e la creazione da parte di questi del Fronte Democratico Popolare per la Liberazione della Palestina (FDPLP, in seguito FDLP con la perdita del "Popolare"), determinata dalle manovre adottate da Habash per cercare di compensare i problemi sorti con la defezione di Jibril. Spaccatosi ormai in tre tronconi, dopo il 1969 Habash non poté più reclamare di essere a capo del "vero" FPLP mentre. Tuttavia, grazie ad una serie di successi strategici come i dirottamenti di Dawson's Field del settembre 1970, il massacro dell'Aeroporto di Lod del maggio 1972, ed il coordinamento con Settembre Nero nell'massacro compiuto alle olimpiadi di Monaco nel settembre successivo, fornirono per Habash l'autorità morale per primeggiare all'interno del fronte del rifiuto
Per questo motivo Jibril si dedicò ad ostacolare il reclutamento di volontari da parte dell'OLP nei campi profughi palestinesi. E mentre Fatah dovette subire numerose tragiche disavventure durante la guerra civile in Libano nel 1982, il Comando Generale riuscì a sopravvivere, ricostituendo quasi per intero la propria struttura, alla fine del conflitto.

## Dopo Oslo
Nella crescita del movimento di resistenza islamica Hamas fra gli arabi residenti nella striscia di Gaza ed in Cisgiordania, durante la Prima Intifada del 1987-1991, il FPLP-CG trovò un potente alleato nell'opposizione alla politica di Yasser Arafat di ricercare un accordo negoziato al conflitto israelo-palestinese. Fino a quel momento il fronte del rifiuto fu composto essenzialmente dai gruppo di sinistra, tra cui il FPLP, il FPLP-CG, il FDLP, il FLP, e numerosi altri gruppi minori, che però erano notevolmente limitati dalla posizione di preminenza di cui godeva Fatah all'interno dell'OLP, di cui anch'essi facevano parte. Il solo gruppo veramente impegnato in una lotta senza tregua contro Arafat era rappresentato dal Consiglio Rivoluzionario di al-Fatah, facente capo al guerrigliero dissidente Ṣabrī Khalīl al-Bannā (meglio noto come Abu Nidal), che però era ritenuto dalle varie organizzazioni palestinesi più che altro un mero criminale, avente il solo scopo di destituire i moderati alla guida dell'OLP.
Sebbene molti palestinesi appoggiassero il principio della sconfitta di Israele mediante la lotta armata, le varie fazioni non riuscirono ad intraprendere un'azione coordinata, essendo i loro leader componenti di un'élite spesso distante dalla realtà dei rifugiati dei vari campi cisgiordani, di Gaza, libanesi, siriani o giordani che fossero. Ed infatti molti di questi leader vivevano in lussuose residenza in Europa, nei paesi del blocco sovietico, o in vari Stati arabi, in particolare in Siria, Iraq e Libia. Solamente Jibril insistette per continuare a vivere in un bunker ricavato appositamente per lui sulle montagne del Libano, in una zona molto spartane che era decisamente più confacente alla sua immagine di capo della guerriglia, confrontata col palazzo in cui risiedeva Arafat a Tunisi.
Con l'emergere, durante gli anni 1980, di Hamas e delle Jihad Islamica, Jibril riuscì a cooperare con tali movimenti meglio di quanto dimostrarono Habash e gli altri gruppi del Fronte del Rifiuto. Ciò non fu dovuto a fattori ideologici o a particolari capacità personali, quanto piuttosto al fatto che Jibril era un musulmano, diversamente da Habash e Hawatmeh che erano di fede greco-ortodossa. Prova ne è il fatto che il suo nome di battaglia era "Abū Jihād" (da non confondersi con il soprannome di Khalīl Ibrāhīm al-Shmar al-Wazīr, il capo dell'ala armata del Fath).
Sempre negli anni ottanta il FPLP-CG operò attivamente assieme al nascente gruppo sciita libanese Hezbollah. A metà degli anni novanta Jibril organizzò degli incontri fra il suo movimento, Hezbollah, Hamas e Jihad Islamica a Damasco e Teheran, al fine di organizzare una coordinamento più forte delle attività, sebbene il Comando Generale rimanesse di dimensioni ridotte, e concentrato soprattutto nel supportare Hezbollah al fine di ottenere il ritiro israeliano dal sud del Libano. I servizi israeliani organizzarono numerose operazioni per cercare di uccidere Jibril, pur non riuscendovi. Ebbero maggior successo invece con il figlio, nonché erede designato alla guida del FPLP-CG, Jihad Ahmed Jibril, che venne assassinato con un'autobomba il 20 maggio 2002.